# سیارک ۱۵۳۷۶
سیارک ۱۵۳۷۶ (به انگلیسی: 15376 Martak، نامگذاری:1997CT1) پانزده هزار و سیصد و هفتاد و ششمین سیارک کشف شده‌است که در ۱ فوریه ۱۹۹۷ کشف شد.
قدر مطلق سیارک برابر ۵۱.۲ است.